# Zbigniew Kadłubek
Zbigniew Marian Kadłubek (ur. 22 stycznia 1970 w Rybniku) – polski filolog klasyczny, komparatysta, eseista, tłumacz, pisarz, doktor habilitowany nauk humanistycznych, profesor uczelni w Katedrze Literatury Porównawczej na Wydziale Filologicznym Uniwersytetu Śląskiego w Katowicach. Od 1 października 2018 r. do 30 września 2023 r. pełnił funkcję dyrektora Biblioteki Śląskiej w Katowicach.

## Życiorys
Odbył studia wyższe z filologii klasycznej na Uniwersytecie Śląskim w Katowicach, w 1997 roku uzyskując tytuł zawodowy magistra. W 2001 r. ukończył studia III stopnia i na podstawie dysertacji pt. Barok w poezji nowołacińskiej na Śląsku na Wydziale Filologicznym rodzimej uczelni otrzymał stopień naukowy doktora nauk humanistycznych w zakresie literaturoznawstwa, specjalność: literatura łacińska. Nadal kształcąc się i prowadząc badania naukowe oraz wypełniając procedurę habilitacyjną, na podstawie dorobku naukowego oraz dysertacji pt. Święta Medea. W stronę komparatystyki pozasłownej, w 2011 roku uzyskał stopień doktora habilitowanego nauk humanistycznych w zakresie literaturoznawstwa. Uczelnia uzdolnionemu naukowcowi z czasem przyznała stanowisko profesora uczelni na macierzystym wydziale.
Z.Kadłubek jest członkiem Komisji Historycznoliterackiej PAN w Katowicach, kapituły Górnośląskiej Nagrody Literackiej „Juliusz”, Towarzystwa Literackiego im. T. Parnickiego, Verein für Geschichte Schlesiens e.V. i CompaRes – International Society for Iberian-Slavonic Studies, Johannes-Bobrowski-Gesellschaft e.V., prezes Stowarzyszenia Przyjaciół Uniwersytetu Śląskiego.
W 2015 otwierał listę kandydatów komitetu Zjednoczeni dla Śląska do Sejmu Rzeczypospolitej Polskiej, otrzymując 5010 głosów. We wrześniu 2018 r. wygrał konkurs na dyrektora Biblioteki Śląskiej w Katowicach.

## Twórczość
Autor szkiców o dawnej i współczesnej kulturze Śląska, retoryce, literaturze średniowiecznej, ekspresjonizmie niemieckim. Opublikował dwie książki na temat teologii św. Piotra Damianiego (1007–1072). Wraz z Tadeuszem Sławkiem redaguje serię komparatystyczną „Civitas Mentis” "Civitas Mentis". Wydał z prof. Aleksandrą Kunce zbiór esejów pt. „Myśleć Śląsk” (Katowice 2007). Autor napisanych po śląsku „Listów z Rzymu” (Katowice 2008). Współpracownik Laboratorium Dramatu Tadeusza Słobodzianka w Warszawie. W 2010 ukazała się jego książka podejmująca problem nowej komparatystyki pt. „Święta Medea. W stronę komparatystyki pozasłownej”, która była nominowana do Nagrody Literackiej Gdynia 2011 w kategorii „eseistyka”. W 2011 wydano pod jego redakcją „99 książek, czyli mały kanon górnośląski” (Księgarnia św. Jacka, Katowice).

## Publikacje

### Twórczość literacka i naukowa
- Oczy Charibelli: ślady petrarkizmu w siedemnastowiecznej łacińskiej poezji śląskiej, wspólnie z Dariuszem Rottem, Fundacja "Pallas Silesia", Towarzystwo Miłośników Ziemi Pszczyńskiej, Katowice-Pszczyna 2004, ISBN 83-914893-4-5.
- Rajska radość. Św. Piotr Damiani, Wydawnictwo Gnome, Katowice 2005, ISBN 83-87819-04-2.
- Św. Piotr Damiani, Wydawnictwo WAM, Kraków 2006, ISBN 83-7318-649-2.
- Myśleć Śląsk: wybór esejów, wspólnie z Aleksandrą Kunce, posł. Aleksander Nawarecki, Wydawnictwo Uniwersytetu Śląskiego, Katowice 2007, ISBN 83-226-1594-9.
- Listy z Rzymu, Księgarnia św. Jacka, Katowice 2008, ISBN 978-83-7030-619-9.
- Święta Medea: w stronę komparatystyki pozasłownej, Wydawnictwo Uniwersytetu Śląskiego, Katowice 2010, ISBN 978-83-226-1922-3.

### Redakcja, współredakcja, opracowania, przekłady (wybór)
- Bradius V. Maurus III, Autumni Silesiaci: haicua latina / Śląska jesień: łacińskie haiku, red., przekł. [z łac.] i oprac. Zbigniew Kadłubek, Dariusz Rott. Fundacja "Pallas Silesia", Katowice 2001, ISBN 83-911767-7-0.
- Dystans i zaangażowanie: wspólnota, literatura, doświadczenie. Antologia przekładów, red. Zbigniew Kadłubek i Tadeusz Sławek, Wydawnictwo Uniwersytetu Śląskiego, Katowice 2008, ISBN 978-83-226-1734-2.
- Genius loci : studia o człowieku w przestrzeni, red. Zbigniew Kadłubek, "FA-art", Katowice 2007, ISBN 978-83-60406-04-5.
- Piotr Wachenius, Hymny moje domowe, wybór, wstęp i oprac. Zbigniew Kadłubek, Dariusz Rott, Towarzystwo Miłośników Ziemi Pszczyńskiej, Fundacja "Pallas Silesia", Katowice-Pszczyna 1999, ISBN 83-911767-6-2.
- Anna Memorata, Niech mi daruje Apollo te wiersze: wybór poezji, wybór, oprac. i przekł. [z łac.] Zbigniew Kadłubek, Dariusz Rott, Towarzystwo Miłośników Ziemi Pszczyńskiej, Katowice-Pszczyna 1998, brak nr ISBN.
- Tobiasz Aleutner, Omnia transeunt – wszystko przemija: wiersze metafizyczne i medytacyjne, wybór, wstęp i przekł. [z łac.] Elwira Buszewicz i Zbigniew Kadłubek, Fundacja "Pallas Silesia", Towarzystwo Miłośników Ziemi Pszczyńskiej, Katowice-Pszczyna 2002, ISBN 83-914893-6-1.
- Wizerunki wspólnoty: studia i szkice z literatury i antropologii porównawczej, red. Zbigniew Kadłubek i Tadeusz Sławek, Wydawnictwo Uniwersytetu Śląskiego, Katowice 2008, ISBN 978-83-226-1790-8.
- 99 książek, czyli mały kanon górnośląski, red. Z. Kadłubek, Księgarnia św. Jacka, Katowice 2011, ISBN 978-83-7030-810-0.

### Książki napisane pośląsku
- Listy z Rzymu, Księgarnia św. Jacka, Katowice 2008, ISBN 978-83-7030-619-9
- Ajschylos : Prōmytojs przibity (śl.)

[ (gr.) Προμηθεύς Δεσμώτης (Promētheús Desmṓtēs), (pol.) Prometeusz w okowach ]
Kotórz Mały 2013 : przełożył Zbigniew Kadłubek ISBN 978-83-936190-2-3
– jest to pierwsze tłumaczenie literatury klasycznej na etnolekt śląski.